# Prototomus
Prototomus is een geslacht van uitgestorven zoogdieren uit de familie Hyaenodontidae van de orde Creodonta. Het dier leefde in het Vroeg-Eoceen in Noord-Amerika en Europa. Het was een op de grond levende carnivoor.

## Kenmerken
Prototomus was een van de grotere vormen uit de onderfamilie Proviverrinae. De proviverrine hyaenodonten waren relatief lichtgebouwd met een lang lichaam, een lange staart en slanke poten. Prototomus had krachtigere kaken dan zijn kleinere verwanten met tanden geschikt voor het scheuren van vlees. Dit dier had een vergelijkbare leefwijze als de hedendaagse vossen en voedde zich met middelgrote zoogdieren, vogels en reptielen. De poten waren aangepast aan het rennen en de roteerbare enkelgewrichten wijzen er op dat Prototomus ook goed kon klimmen. Van de Noord-Amerikaanse soorten was P. robustus met een gemiddeld gewicht van ongeveer zes kilogram de grootste en P. phobos met een gemiddeld gewicht van ongeveer 2,6 kilogram de kleinste. P. martis en P. secundarius zaten hier met een gemiddeld gewicht van ongeveer vier kilogram tussenin.

## Fossiele vondsten
Fossielen van Prototomus zijn gevonden in de centrale delen van de Verenigde Staten zoals de bekkens van Bighorn, Green River en San Juan, Mississippi (Tuscahoma-formatie), België (Tienen-formatie), Frankrijk en Zwitserland. In de Willwood-formatie is een vrijwel compleet skelet van deze hyaenodont gevonden.